# میروویتسه
میروویتسه (به چکی: Mirovice) یک منطقهٔ مسکونی و شهرستان دارای شهرک سابقاً روستا در جمهوری چک است که در ناحیه پیسک واقع شده‌است. میروویتسه ۱٬۶۵۶ نفر جمعیت دارد.